# イーデン・アトウッド
イーデン・アトウッド（Eden Atwood、1969年1月11日 - ）は、アメリカ合衆国テネシー州メンフィスのジャズ・シンガー。小説家のA・B・ガスリー・ジュニアの孫。

## 経歴
3歳のときにシェーキーズでジャズを歌った。その後、5歳のときに両親が離婚し母親とともにモンタナ州に移りそこで育った。15歳のときにバンドを結成。生まれ故郷のメンフィスを2度訪れている。モンタナ大学に入学したが2年後に退学した。
19歳のときにシカゴの音楽学校、American Conservatory of Musicに入学、シカゴのジャズクラブのオーナーとして知られたビル・アレンに自分を売り込んだ。
21歳のときに女優やモデルとしてニューヨーク、ロサンゼルス、パリなどで活動するようになった。
1993年にマリアン・マクパートランドが彼女のセルフ販売したCDを聞きコンコード・レコードの会長、カール・ジェファーソンに送った。コンコルド・レコードはすぐさま彼女と契約、3つのレコードを出した。
その後、ジーン・ハリス、ジョシュア・レッドマン、穐吉敏子とのバンドを結成したりマリアン・マクパートランドなどとの共演も果たしている。

## 人物
生まれつきの遺伝子疾患が原因のアンドロゲン不応症だと明かしている。現在彼女はモンタナ州ミズーラに在住している。

## ディスコグラフィ

### リーダー・アルバム
- Today! (1992年、Southport)[4]
- 『ノー・ワン・エヴァー・テルズ・ユー』 - No One Ever Tells You (1993年、Concord Jazz)
- 『キャット・オン・ア・ホット・ティン・ルーフ』 - Cat on a Hot Tin Roof (1994年、Concord Jazz)
- 『ゼア・アゲイン』 - There Again (1995年、Concord Jazz)
- 『ア・ナイト・イン・ザ・ライフ』 - A Night in the Life (1996年、Concord Jazz)
- My Ideal (2000年、Sangaji Music)
- Waves: The Bossa Nova Session (2002年、Groove Note)
- Wild Women Don't Get the Blues (2002年、Eden Atwood & Last Best Band)
- Feels Like Home (2003年、Eden Atwood & Last Best Band)
- 『ディス・イズ・オールウェイズ』 - This Is Always: The Ballad Session (2004年、Groove Note)
- 『ターン・ミー・ルース』 - Turn Me Loose (2009年、SSJ)
- 『ライク・サムワン・イン・ラヴ』 - Like Someone in Love (2010年、SSJ)
- 『エンジェル・アイズ』 - Angel Eyes (2012年、SSJ)